# 孙宪忠
孙宪忠（1957年—），男，汉族，陕西省长安县（今陕西省西安市长安区）人，中华人民共和国法学家、政治人物。中国共产党党员。

## 生平
1976年到1980年，孙宪忠在中国人民解放军服役。1980年到1984年，在西北政法学院（今西北政法大学法律系）本科学习，获法学学士学位。1984年到1990年，在中国社会科学院研究生院先后获得法学硕士学位、法学博士学位，是中华人民共和国首届民法学博士。1992年，升为中国社会科学院法学研究所副研究员，中国社会科学院研究生院副教授。1993年，获得联邦德国亚历山大·冯·洪堡基金会博士后研究奖学金，到德国汉堡马克斯－普朗克外国和国际私法研究所学习。在德国留学期间，专门研究物权法、不动产法。1995年归国，1997年升为中国社会科学院法学研究所研究员，中国社会科学院研究生院教授，1998年评为博士生导师。1999年，获中国法学会授予“中国杰出中青年法学家”称号。2005年5月到11月，任德国明斯特大学客座教授。2006年，获国务院特殊贡献专家津贴。
自1995年《中华人民共和国物权法》立法工作开始，到该法颁布，孙宪忠一直应邀担任全国人民代表大会常务委员会法制工作委员会民法典及物权法的立法专家。
2013年，孙宪忠被选为第十二届全国人民代表大会上海地区代表。孙宪忠担任中国社会科学院法学研究所民法研究室主任，欧洲联盟法研究中心主任，兼任中国法学会民法学会常务副会长、中华人民共和国建设部法律顾问、澳门大学、西安交通大学、南京大学、华中科技大学、南开大学、湖南大学、中国政法大学、西南财经大学、中南财经政法大学、西北政法大学等大学兼职教授。
2018年2月24日，当选为第十三届全国人大代表。